# Na Františku
Na Františku je název ulice a přilehlé lokality (čtvrti) na Starém Městě v Praze 1.

## Poloha a popis

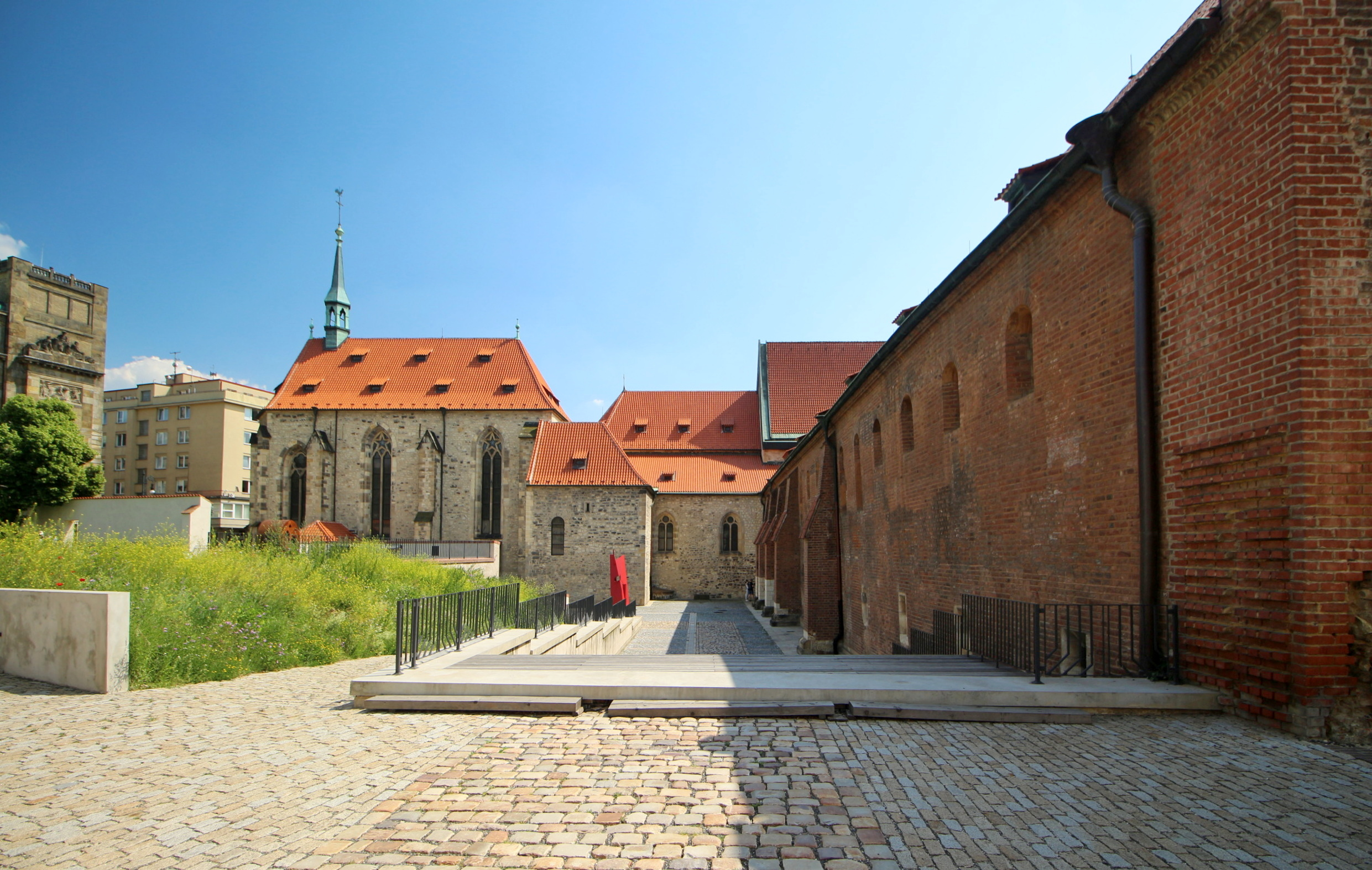
Anežský klášter s kostely sv. Salvátora (větší kostel vlevo) a sv. Františka z Assisi (nízká stavba uprostřed snímku)

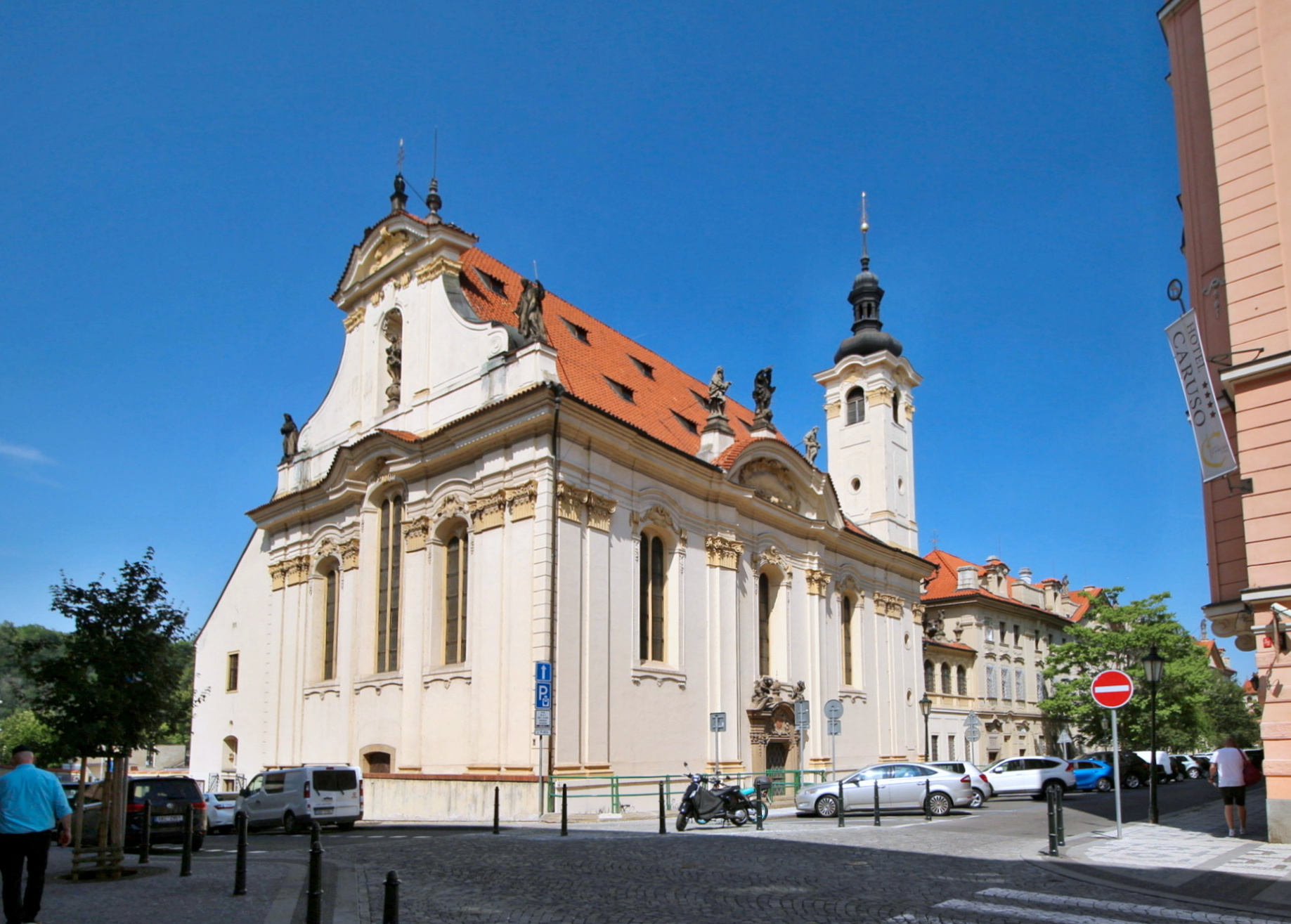
Kostel sv. Šimona a Judy s přilehlým klášterem milosrdných bratří Na Františku

Na Františku je též název čtvrti při Dvořákově nábřeží, které vymezuje její severní stranu. Na mapě z roku 1891 je na západní straně ohraničena židovským městem (Dušní ulice) a spojkou mezi někdejší Sanytrovou ulicí a Janským náměstím, na jižní straně přibližně ulicemi Bílkova – Kozí – Kozí plácek, Haštalská a na východní straně Eliščinou třídou.

## Historie
Název ulice a lokality je odvozen od pozdně románského kostela sv. Františka z Assisi, v areálu Anežského kláštera. Počátky čtvrti Na Františku sahají do raného středověku. Již ve 12. století je zmiňována osada (možná vesnice) Újezd v místech kolem kostela svatého Haštala, založeného roku 1190. Území bylo jen řídce osídlené, ovšem v těchto místech procházela cesta, která spojovala brod u ostrova Štvanice s dalšími brody přes Vltavu na Malou Stranu a dále směrem na Pražský hrad.
Zásadním počinem pro vznik čtvrti bylo založení Anežského kláštera králem Václavem I. Ten roku 1233 z popudu své sestry Anežky založil na břehu Vltavy klášter chudých sester svaté Kláry. V klášteře byl postaven kostel sv. Františka jeden z prvních objektů kláštera a zřejmě první gotická stavba v Čechách.
V sousedství kláštera byl záhy založen také klášter minoritů.
Mezi významné církevní objekty v téže lokalitě patřil také, dnes již neexistující, klášter cyriaků z roku 1256 s kostelem sv. Kříže Většího.
Přibližně o 100 let později pak z iniciativy pana Bohuslava z Olbramovic vznikl špitál a kaple sv. Šimona a Judy. Ty nechal stavebně upravit a poté sám vysvětil pražský arcibiskup Arnošt z Pardubic. Význam špitálu i kaple se prudce zvýšil předáním objektu řádu milosrdných bratří králem Ferdinandem II. roku 1620. Ti zde v rámci barokní přestavby vybudovali svůj klášter a zásadně zvýšili kapacitu nemocnice, dnešní nemocnice Na Františku.

## Významné objekty
- Anežský klášter
- klášter minoritů
- klášter cyriaků
- Nemocnice Na Františku
- Klášter milosrdných bratří
- Budova a sídlo Ministerstva průmyslu a obchodu
- Přístaviště Na Františku
- Haštalské náměstí s kostelem sv. Haštala
- Nejmenší dům v Praze (Anežská 1043/4)
- Hotel InterContinental
- Hotel Prezident
- Dvořákovo nábřeží
- ulice U Milosrdných